# Sphaerocionium lobatoalatum
Sphaerocionium lobatoalatum là một loài thực vật có mạch trong họ Hymenophyllaceae. Loài này được (Klotzsch) Pic. Serm. miêu tả khoa học đầu tiên năm 1973.